# Alojzy Drożdż
Alojzy Drożdż (ur. 15 marca 1950 w Nowym Sączu, zm. 27 września 2019) – polski duchowny katolicki, teolog, prof. dr hab., rektor Wyższego Seminarium Duchownego w Tarnowie w latach 1991-1998.

## Życiorys
Był synem Ferdynanda i Michaliny z domu Poręba. Pochodził z parafii Żeleźnikowa. Egzamin dojrzałości złożył w 1968 roku w Nowym Sączu. Wstąpił do Wyższego Seminarium Duchownego w Tarnowie, a po ukończeniu studiów filozoficzno-teologicznych, otrzymał święcenia kapłańskie z rąk biskupa tarnowskiego Jerzego Ablewicza w dniu 2 czerwca 1974 roku w Tarnowie. Jako wikariusz pracował w parafii Sędziszów Małopolski (1974-1977). Następnie został skierowany na studia specjalistyczne z teologii pastoralnej na Katolickim Uniwersytecie Lubelskim, które uwieńczył doktoratem w 1982 roku. W latach 1982–1985 studiował na Uniwersytecie Laterańskim w Rzymie, gdzie uzyskał kolejny doktorat (z teologii moralnej i etyki). W latach 1985–1991 był prefektem w Wyższym Seminarium Duchownym w Tarnowie, a w latach 1991-1998 rektorem WSD w Tarnowie.
Od 1985 roku był wykładowcą teologii pastoralnej i teologii moralnej w Wyższym Seminarium Duchownym w Tarnowie, a od 1994 roku adiunktem w Instytucie Teologicznym w Tarnowie. Od roku 1996 do 2004 pracował w Instytucie Nauk o Rodzinie KUL. W 1998 roku na Papieskiej Akademii Teologicznej w Krakowie uzyskał stopień doktora habilitowanego nauk teologicznych. Wykłady na Wydziale Teologicznym Sekcja w Tarnowie prowadził do 2009 roku. Przez kilka lat był wykładowcą w Wyższym Seminarium Duchownym Diecezji Kamienieckiej na Ukrainie, jak również w Wyższym Seminarium Duchownym Redemptorystów w Tuchowie. Od roku 2004 jego stałym miejscem pracy był Wydział Teologiczny Uniwersytetu Śląskiego. W październiku 2008 roku otrzymał tytuł naukowy profesora. Jest autorem kilkunastu monografii z zakresu teologii moralnej i etyki w języku polskim i włoskim oraz ponad dwustu specjalistycznych artykułów w kraju i za granicą.
Specjalizował się w pedagogice rodziny, teologii moralnej i teologii pastoralnej. Pełnił funkcję kierownika Zakładu Teologii Moralnej i Duchowości Wydziału Teologicznego Uniwersytetu Śląskiego. Był kierownikiem Zakładu Nauk Społecznych i Prawa Wyższej Szkoły Biznesu w Tarnowie.
Był członkiem Rady Kapłańskiej Diecezji Tarnowskiej i Kolegium Konsultorów Diecezji Tarnowskiej. Sprawował też obowiązki członka Diecezjalnej Komisji Kaznodziejskiej oraz członka V Synodu Diecezji Tarnowskiej. W dniu 15 grudnia 1986 roku diecezjalne odznaczenie Expositorium Canonicale, a w dniu 17 grudnia 1991 roku diecezjalny przywilej Rochettum et Mantolettum. 23 sierpnia 1993 roku został obdarzony godnością Kapelana Jego Świątobliwości, a 15 sierpnia 1995 roku został Kanonikiem Gremialnym Kapituły Katedralnej w Tarnowie.
Zmarł 27 września 2019 roku. Pochowany został na cmentarzu w Żeleźnikowej.

## Publikacje
- Co jest ważne w życiu (1996)
- Człowiek Bogu (2000)
- Człowiek człowiekowi (2001)
- Człowiek światu (2002)
- Sakrament pojednania z Bogiem i z Kościołem (2002)
- Permisywizm moralny (2005)
- Matka Boża i ludzie współcześni: rozważania na nabożeństwa majowe (2005)
- Matka Boża w naszej codzienności: rozważania na nabożeństwa październikowe (2006)
- Kapłan wierny Bogu i ludziom pilnie poszukiwany: rekolekcje dla kapłanów, Brenna,12-16 października 2009 (2010)[7]